# Regenbogen-Verfahren

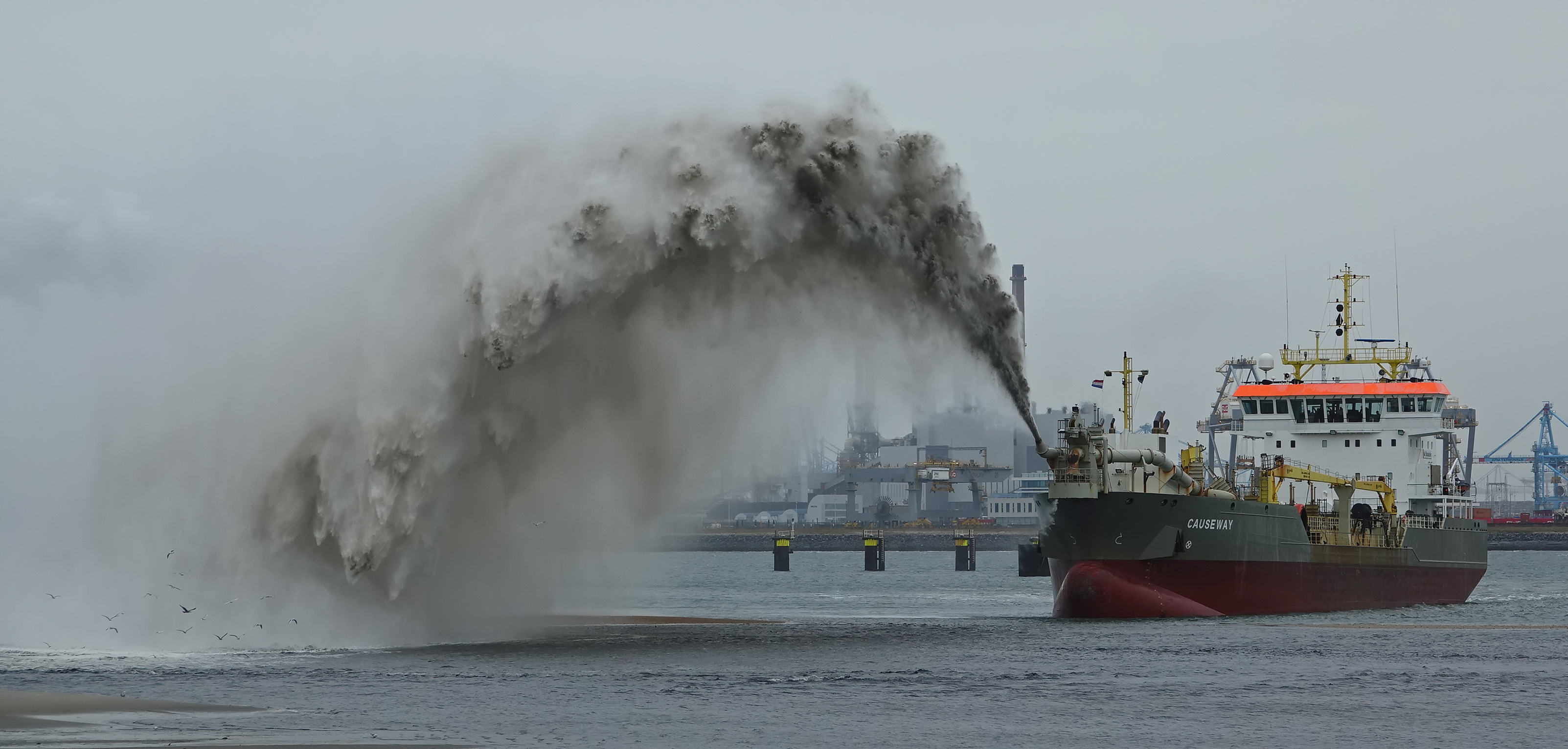
2017 beim Bau von Maasvlakte 2

Das Regenbogen-Verfahren (englisch Rainbowing) ist eine besondere Art der Sandvorspülung und Landgewinnung durch Hopperbagger. Das zuvor vom Meeresboden gebaggerte Sediment, vornehmlich Sand, wird an Bord zu einem pumpbaren Gemisch (englisch Slurry) aufbereitet. Mit einer speziellen Düse wird das Gemisch dann in einem Bogen, der einem Regenbogen ähnelt, zum Bestimmungsort gepumpt.
Beispiele für das Regenbogen-Verfahren zur Landgewinnung sind der Bau von Palm Islands, Maasvlakte 2 und die Erweiterung des Europakais in Cuxhaven.